# ألفيس باربوسا
ألفيس باربوسا (بالبرتغالية: Alves Barbosa‏) هو دراج برتغالي، ولد في 24 ديسمبر 1931 في فيغيرا دا فوز في البرتغال، وتوفي بنفس المكان في 29 سبتمبر 2018.

## وصلات خارجية
- ألفيس باربوسا على موقع أرشيف الدراجات (الإنجليزية)
- ألفيس باربوسا على موقع إحصائيات الدراجات الإحترافية (الإنجليزية)
- ألفيس باربوسا على موقع CycleBase (الإنجليزية)
- ألفيس باربوسا على موقع IMDb (الإنجليزية)